# Movile

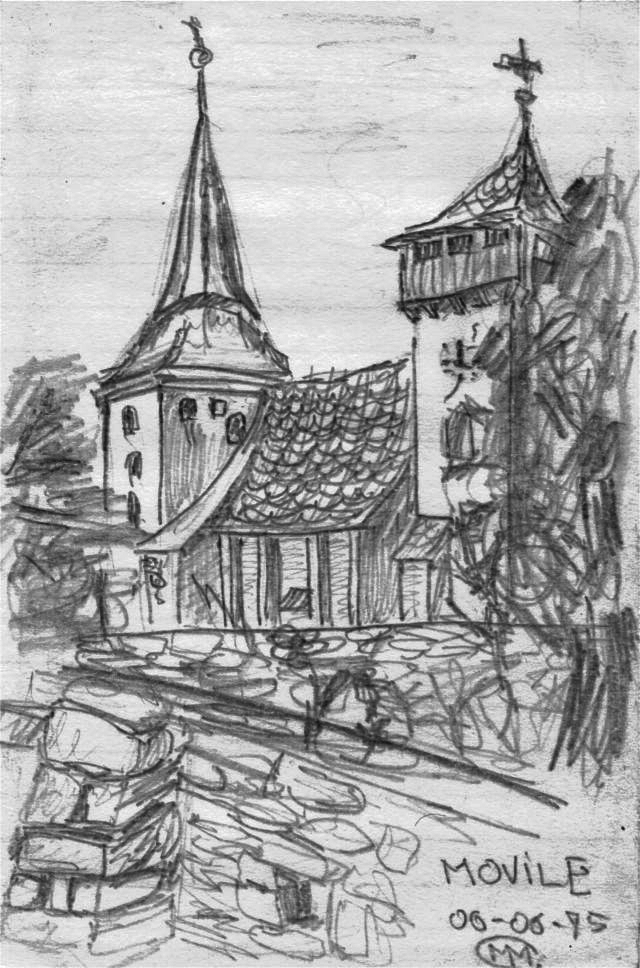
Iglesia de San Miguel en Movile.

Movile ( en húngaro: Százhalom en alemán: Hundertbücheln) es una villa del municipio de Iacobeni,  Transilvania, Rumanía. Es conocido por sus fortificaciones medievales construidas por inmigrantes alemanes en un encargo del rey de Hungría en el siglo XII y XIII. 
En 1910 la población ascendía a 247 inmigrantes alemanes (sasi). Movile fue parte de Hungría hasta 1919 cuando fue transferida a Rumanía. En 1992, todos los alemanes se habían marchado y la población era de 347 Rumanos.